# Aix (oiseau)
Pour les articles homonymes, voir Aix.
Genre
Le genre Aix comprend deux espèces de canards. Ces deux espèces sont l’objet d’élevage pour leurs qualités ornementales.

## Liste des espèces
Selon la classification de référence du Congrès ornithologique international (version 15.1, 2025), le genre Aix est représenté par deux espèces (ordre phylogénique) :
| Nom binominal, nom vernaculaire et auteur           | Nombre de sous-espèces (nombre de ssp éteintes) | Répartition géographique | Statut UICN mondial | Image                      |
| --------------------------------------------------- | ----------------------------------------------- | ------------------------ | ------------------- | -------------------------- |
| Aix galericulata (Canard mandarin) (Linnaeus, 1758) | Monotypique                                     |                          | (LC)                | - mâle - femelle - poussin |
| Aix sponsa (Canard branchu) (Linnaeus, 1758)        | Monotypique                                     |                          | (LC)                | - mâle - femelle - poussin |